# Eccellenza
Eccellenza – piąty poziom rozgrywek piłki nożnej mężczyzn we Włoszech. Eccellenza jest ligą całkowicie amatorską i jest rozgrywana na poziomie regionalnym. W sezonie 2007/2008 Eccellenza skupia 474 zespoły podzielone na 28 grup.

## Podział na regiony
Każdy z dwudziestu regionów Włoch posiada w Eccellenza co najmniej jedną grupę rozgrywkową. Wyjątkiem są regiony Piemont i Dolina Aosty, które dzielą ze sobą 2 grupy. Kilka regionów posiada samodzielnie po dwie grupy, jedynym regionem z trzema grupami w Eccellenza jest Lombardia.

### Lista grup Eccellenza
| Region                  | Liczba grup | Liczba zespołów w grupie |
| ----------------------- | ----------- | ------------------------ |
| Abruzja                 | 1           | 18                       |
| Apulia                  | 1           | 18                       |
| Basilicata              | 1           | 18                       |
| Emilia-Romania          | 2           | 18                       |
| Friuli-Wenecja Julijska | 1           | 16                       |
| Kalabria                | 1           | 16                       |
| Kampania                | 2           | 16                       |
| Lacjum                  | 2           | 18                       |
| Liguria                 | 1           | 18                       |
| Lombardia               | 3           | 18                       |

| Region              | Liczba grup | Liczba zespołów w grupie |
| ------------------- | ----------- | ------------------------ |
| Marche              | 1           | 18                       |
| Molise              | 1           | 16                       |
| Piemont             | 2           | 16                       |
| Dolina Aosty        | 2           | 16                       |
| Sardynia            | 1           | 16                       |
| Sycylia             | 2           | 16                       |
| Toskania            | 2           | 16                       |
| Trydent-Górna Adyga | 1           | 16                       |
| Umbria              | 1           | 18                       |
| Wenecja Euganejska  | 2           | 16                       |

## Zasady awansów i spadków
Do Serie D uzyskuje awans 36 zespołów, które zastępują w kolejnym sezonie drużyny zdegradowane z tego szczebla rozgrywek:
- 28 zwycięzców grup
- 7 zwycięzców play-off
- zwycięzca Amatorskiego Pucharu Włoch

### Bezpośredni awans
Po zakończeniu zasadniczej fazy rozgrywek zwycięzcy każdej z 28 grup uzyskują bezpośredni awans do Serie D.

### Play-off
Zespoły, które zajęły w poszczególnych grupach drugie pozycje, uzyskują prawo gry w rozgrywkach play-off.
W niektórych grupach rozgrywane są mecze barażowe pomiędzy czołowymi zespołami tabeli o drugie miejsce i tym samym prawo gry w play-offach.
Po wyłonieniu 28 uczestników rozgrywana jest systemem pucharowym 1. runda (mecz i rewanż). 14 zespołów, które wygrało swoje dwumecze startuje na tych samych zasadach w 2. rundzie. Siedmiu zwycięzców uzyskuje awans do Serie D.

### Amatorski Puchar Włoch
Ostatnie miejsce dające prawo gry w Serie D przypada zespołowi, który wygrał rozgrywki Amatorskiego Pucharu Włoch (Coppa Italia Dilettanti). Biorą w nich udział wszystkie zespoły Eccelenza oraz kluby z niższego szczebla rozgrywek, Promozione.

### Spadek
Do Promozione spadają najsłabsze zespoły w każdej z grup. Ich liczba jest różna w zależności od regionu, jednak najczęściej są to 3 ostatnie drużyny w tabeli. W niektórych grupach rozgrywane są także mecze play-out (na zasadach podobnych do rozgrywek play-off), które wyłaniają spadkowiczów.